# Uludağ Timsahlar 2023
Questa voce raccoglie le informazioni riguardanti gli Uludağ Timsahlar nelle competizioni ufficiali della stagione 2023.

## 2. Lig 2023

### Stagione regolare
| Kırıkkale 16 luglio 2023, ore 17:00 2ª giornata | Kırıkkale Gunners | 0 – 22 | Uludağ Timsahlar | Yenişehir Stadyum |

| Bursa 12 agosto 2023, ore 17:00 4ª giornata | Uludağ Timsahlar | 14 – 19 | Istanbul Bulls | Uludağ Üniversitesi Merkez Kampüsü Sentetik Sahası |

| Ankara 27 agosto 2023, ore 18:00 6ª giornata | Hacettepe Red Deers | 23 – 6 | Uludağ Timsahlar | Beytepe Amerikan Futbolu Sahası |

## Statistiche di squadra
| Competizione      | %Vittorie | In casa | In casa | In casa | In casa | In casa | In casa | In trasferta | In trasferta | In trasferta | In trasferta | In trasferta | In trasferta | Totale | Totale | Totale | Totale | Totale | Totale |
| Competizione      | %Vittorie | G       | V       | N       | P       | Pf      | Ps      | G            | V            | N            | P            | Pf           | Ps           | G      | V      | N      | P      | Pf     | Ps     |
| ----------------- | --------- | ------- | ------- | ------- | ------- | ------- | ------- | ------------ | ------------ | ------------ | ------------ | ------------ | ------------ | ------ | ------ | ------ | ------ | ------ | ------ |
| Stagione regolare | .333      | 1       | 0       | 0       | 1       | 14      | 19      | 2            | 1            | 0            | 1            | 28           | 23           | 3      | 1      | 0      | 2      | 42     | 42     |
| Totale            | .333      | 1       | 0       | 0       | 1       | 14      | 19      | 2            | 1            | 0            | 1            | 28           | 23           | 3      | 1      | 0      | 2      | 42     | 42     |